# Jernkontorets Annaler
Jernkontorets Annaler är en svensk tidskrift för järn- och stålindustrin utgiven av Jernkontoret. Den har givits ut sedan 1817 och är, vid sidan av franska Annales des Mines, den äldsta ännu utkommande bergsvetenskapliga tidskriften. Åren 1986-2023 ingick Jernkontorets Annaler som inlaga i tidningen Bergsmannen men återgick under 2024 till att ges ut direkt av Jernkontoret.

## Historik
Redan 1814 beslöt Jernkontoret att utge en periodisk skrift under namn av Jernkontorets annaler. Till redaktör för denna tidskrift föreslogs Erik Thomas Svedenstierna, som tidigare hade utgivit tidskriften "Samlingar i Bergswettenskapen" åren 1807–1811 tillsammans med övermasmästaren Carl Johan Lidbeck. Svedenstierna dröjde däremot alltför länge med utgivningen på grund av tidsbrist och först i april 1817 utkom det första häftet av Jernkontorets Annaler, tryckt med årtalet 1816. Detta förfarande accepterades dock inte av Jernkontorets fullmäktige och bestämde därför att detta häfte skulle utgöra det första häftet i 1817 års Annaler. Av första årgångens första häfte finns sålunda tre olika tryck, ett försett med titelblad 1816, ett 1817 samt dessutom en andra upplaga, tryckt 1830. 
År 1846 slogs Jernkontorets Annaler ihop med "Tidskrift för svenska bergshandteringen", utgiven av Joachim Åkerman på uppdrag av Svenska Bergsmannaföreningen. Detta innebar att Jernkontorets Annaler under 1846 utkom med titeln "Jern-Kontorets Annaler. Ny serie, Tidskrift för Svenska Bergshandteringen". Beteckningarna för årgångarna började då om från ett och var så till Annalernas hundraårsjubileum 1917, då man återgick till att räkna årgångarna från första utgivningsåret 1817. 

## Redaktörer
- 1817–1818: Erik Thomas Svedenstierna
- 1819: Carl Magnus Robson
- 1820–1845: Nils Gabriel Sefström
- 1846–1853: Joachim Åkerman
- 1854–1856: Gustaf Svedelius
- 1857–1868: Knut Styffe, Jonas Samuel Bagge, Gustaf Svedelius
- 1869: Knut Styffe, Jonas Samuel Bagge, Richard Åkerman
- 1870-1873: Knut Styffe, Richard Åkerman
- 1874–1891: Knut Styffe, Richard Åkerman, Gustaf Nordenström
- 1892–1896: Knut Styffe, Gustaf Nordenström, Henrik Tholander
- 1897–1899: Gustaf Nordenström, Henrik Tholander
- 1900–1902: Gustaf Nordenström, Henrik Tholander, Axel Wahlberg
- 1903: Henrik Tholander, Axel Wahlberg, Walfrid Petersson
- 1904–1906: Henrik Tholander, Walfrid Petersson, Johan August Brinell, Otto Tingberg
- 1907–1913: Walfrid Petersson, Johan August Brinell, Otto Tingberg, Johan Albert Leffler
- 1914–1916: Walfrid Petersson, Otto Tingberg, Johan Albert Leffler, Axel Wahlberg
- 1917–1927: Walfrid Petersson, Johan Albert Leffler, Axel Wahlberg, Alf Grabe
- 1928–1934: Arvid Johansson
- 1934–1938: Einar Öhman
- 1938–1949: Ingemar Sahlin
- 1950–1961: Einar Öhman
- 1962–1971: Kjell Hellbom
- 1972–1975: Ingemar Sahlin
- 1976–1980: Lorenz Kleiner
- 1981–1997: Anders Almgren